# Башкирський уряд
Башки́рський у́ряд (Уряд Башкирії, Уряд Башкурдистану; башк. Башҡорт хөкүмәте) — вищий орган виконавчої влади Башкурдистану (Башкирської республіки). Уряд офіційно видавав газети "Башкорт тауиші", "Башкорт"  та "Вісник уряду Башкирії".  Також уряд мав у розпорядженні Башкирське військо 1917—1919. Башкирський уряд встановив зв'язки з антибільшовицькими центрами на сході країни — Тимчасовим Сибірським урядом, Комучем, Оренбурзьким козачим кругом і іншими.

## Історія
Башкирський уряд 20 грудня 1917 року обрано Малим курултаєм на III Всебашкирському установчому з'їзді. Головою обрано Юнуса Бікбова.
Місцевими установами Башкирського уряду були кантонні (районні) і юртові (волосні) управи, формування яких почалося восени 1917 року. Стосовно радянської влади Башкирський уряд спочатку займав вичікувальну позицію. На підставі постанови Оренбурзького Мусульманського військово-революційного комітету (МВРК), в ніч з 3 на 4 лютого (за новим стилем — з 15 по 16 лютого) 1918 року 7 членів Башкирського уряду і Башкирського центрального шуро (І. І. Мутін, А. Н. Ягафаров, С. Г. Мрясов, А. Валіді, Г. Я. Аїтбаєв, А. К. Адигамов, І. Саліхов) було заарештовано. Постанову МВРК про арешт тільки заднім числом затвердив Оренбурзький губернський ревком, який повірив наклепу працівників МВРК про спільні нібито діях проти Радянської влади членів Башкирського уряду з отаманом Оренбурзького козачого круга А. В. Дутовим. Після арешту членів Башкирського уряду група башкирської молоді, серед яких окремі активісти молодіжної організації «Тулкину», утворили новий керівний орган — Тимчасову революційну раду (шуро) Башкортостану (ВРСБ). В березні 1918 року в Баймаці більшовики розстріляли двох членів уряду Башкортостану — Габдуллу Ідельбаєва і Гімрана Магазова. 4 квітня заарештованих членів уряду звільнено під час спільного нальоту башкирів і козаків.
Умови для відновлення діяльності уряду виникли після виступу Чехословацького корпусу, коли на значній території краю було ліквідовано радянську владу. Місцем розміщення національних установ у червні-липні 1918 року став зайнятий чехами Челябінськ, куди прибули члени уряду та Ксе-Курултаю.
Згідно з фарманом уряду Башкурдистану від 12 червня 1918 року для керування Башкирським військом утворено Башкирську військову раду.

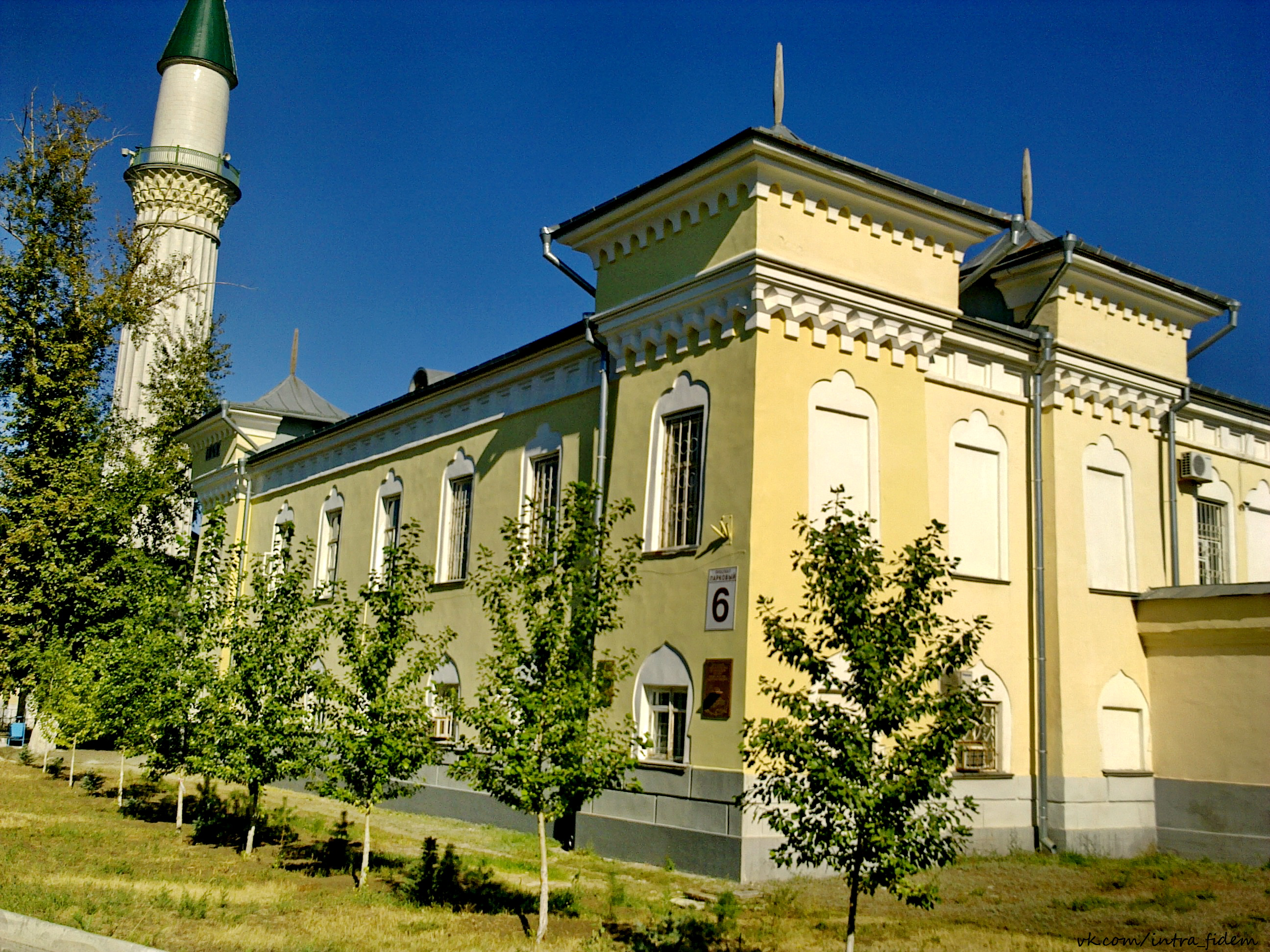
Резиденція уряду і парламенту Башкурдистану розташовувалася в оренбурзькому Караван-сараї

Башкирський уряд встановив зв'язки з антибільшовицькими центрами на сході країни — Тимчасовим Сибірським урядом, Комучем, Оренбурзьким козачим кругом і іншими.
Уряд офіційно видавав газети "Башкорт тауиші", "Башкорт"  та "Вісник уряду Башкирії". 
Також уряд мав у розпорядженні Башкирське військо 1917—1919
Представники башкирів брали участь у Челябінському повітовому з'їзді і формуванні низки повітових структур, зокрема земельної управи, до якої увійшов представник башкирів Х. І. Ішбулатов.
На початку серпня уряд установи переїхало в Оренбург, зайнятий загонами Оренбурзького козачого війська, керівники якого цілком лояльно ставилися до перспективи автономії і державної самостійності Башкортостану. Делегація уряду на чолі з І. М. Султановим, Ю. Ю. Бікбовим, А. Валіді брала участь у державній нараді в Уфі, де в жовтні 1918 року зроблено спробу об'єднання різних політичних сил під прапором Директорії.
18 листопада 1918 року О. В. Колчак здійснив військовий переворот і проголосив себе Верховним правителем Росії і Верховним Головнокомандувачем збройних сил Росії. Адмірал Колчак не визнавав автономії башкирів. Усім місцевим урядам було запропоновано оголосити про самоліквідацію, але Уряд Башкурдистану відмовився підкоритися «Грамоті Тимчасового Всеросійського уряду до всіх обласних урядів, до всіх громадян Держави Російської» від 4 листопада 1918 року. Це звернення, а також скасування Башкирської військової ради і штабу Башкирського корпусу разом з переданням командування башкирськими полками генерал-лейтенанту О. І. Дутову змусили Башкирський уряд піти на переговори з представниками РРФСР. Після початку переговорів з радянською владою про перехід Башкирського війська на бік Червоної Армії, в селі Темясово 26 січня 1919 року відбулася реорганізація Башкирського уряду. Його новим головою обрано Мстислава Кулаєва, а А. Валідов — став командувачем Башкирського війська. Цей уряд і прагнув оформити автономію вже в радянській системі.
Башкирський уряд направив до Москви делегацію з голови Башкирського уряду М. О. Кулаєва, члена Башкирського уряду М. Д. Халікова і командира Башкирського Війська А. І. Бікбавова для переговорів про утворення Башкирської автономної радянської республіки.
16 лютого 1919 року уряд оголосив про входження з 18 лютого Башкирської автономної республіки до складу РРФСР і про перехід Башкирського війська на бік Червоної Армії. 22 лютого 1919 року Башкирський уряд передав владу на території Башкортостану Тимчасовому військовому революційному комітету Башкирської республіки, на базі якого пізніше сформувався Башвійськревком.
20 березня 1919 року в Москві підписано «Угоду центральної Радянської влади з Башкирським урядом про Автономну Радянську Башкирію» і утворено Автономну Радянську Башкирську Республіку. Підписавши цей документ, Ради визнали національно-територіальну автономію Башкурдистану, яка існувала з 1917 року. Після цього Уряд Башкурдистану завершив свою діяльність.
Серед національних діячів, що залишилися на боці білогвардійців і заявили про підтримку О. В. Колчака, на перше місце висунулися Габдулла Курбангалієв і його син Мухаммед-Габдулхай Курбангалієв. На 26 липня 1919 року в Челябінську було намічено скликання Всебашкирського з'їзду (передбачалося сформувати альтернативні Валіді і його прихильникам національні установи). Поразка колчаківців у ході Челябінської битви і відхід білогвардійців з території Уралу фактично поклали край спробам відтворення Башкирського уряду.

## Голови
- Бікбов Юнус Юлбарисович (грудень 1917 — січень 1919);
- Кулаєв Мстислав Олександрович (січень 1919 — березень 1919).

## Друковані органи
Друковані органи Уряду Башкортостану — газети «Башкорт тауиши», «Республіка хокуметенен телє».
|  |  |  |  |
|  |  |  |  |